# Bunyodkor Futbol Klubi
O Bunyodkor Futbol Klubi (em russo e no cirílico uzbeque, «Бунёдкор» футбол клуби) é uma equipe de futebol do Uzbequistão, sediada na capital do país, Tashkent. O clube foi fundado em 2005 por um grupo de empresários do setor petrolífero.
A nova equipe vem rivalizando com o tradicional Paxtakor Tashkent, de quem contratou vários jogadores recentemente.
Em agosto de 2008 tornou-se notícia no meio esportivo mundial ao anunciar, em julho, a contratação do astro camaronês Samuel Eto'o. O jogador veio posteriormente visitar as instalações do clube (assim como os espanhóis Carles Puyol, Andrés Iniesta e Cesc Fàbregas), mas a negociação não se seguiu.

## História
Bunyodkor, que significa "criador" no Uzbequistão, foi criado em 6 de Julho de 2005, com o nome "Neftgazmontaj-Quruvchi", que era tipicamente abreviado "Kuruvchi". Em 2005, o clube jogou sua primeira partida contra o FC Pakhtakor Tashkent, no campeonato da região e desempenhou o seu caminho para promoção para a 2º divisão do Campeonato Uzbeque. Bunyodkor adquirida promoção para a 2º divisão, e sob a gestão de Khikmat Ergashev, Bunyodkor  venceu a 2º divisão em sua primeira tentativa, vencendo 27 de 38 jogos, com 5 empates e 6 derrotas.
Com a conquista da 2º divisão se classificou para a 1º divisão, a temporada 2007-2008 foi Kuruvchi da estréia no Campeonato Uzbeque. Nunca antes tinha havido um clube menor estreante no Campeonato Uzbeque e se tornar campeão.

## Títulos

### Nacionais
- Campeonato Uzbeque: 5 (2008, 2009, 2010, 2011, 2013)

- Copa do Uzbequistão: 4 (2008, 2010, 2012, 2013)

### Campanhas de destaque
- Campeonato Uzbeque: vice-campeão (2007, 2012)

- Copa do Uzbequistão: vice-campeão (2009)
- Liga dos Campeões da AFC: 3º colocado (2008)

## Contratações
A equipe voltou à mídia com a contratação do pentacampeão mundial pela Seleção Brasileira de Futebol, o meia Rivaldo, em agosto de 2008.
A contratação de Zico para ser o treinador do time prometia pôr novamente o clube em evidência, inclusive na brasileira. Zico substituiu Mirjalol Qosimov, ex-jogador da Seleção Uzbeque e seu então seu treinador. Em 9 de janeiro de 2009 Zico anunciou a troca do Bunyodkor pelo CSKA Moscou da Rússia. Em seu lugar ficou Khikmat Irgashev.
Em 9 de junho de 2009, foi anunciado Luiz Felipe Scolari, ex-treinador do Chelsea, como novo treinador da equipe a partir de 1 de julho de 2009, em princípio, por 18 meses.
Em 4 de junho de 2010, o site oficial do clube anunciou a saída de Scolari, que durante as fases finais da Copa do Mundo de 2010 trabalhou como comentarista.

## Elenco
- Atualizado em 11 de junho de 2020.

Legenda
- : Capitão
- : Jogador suspenso
- : Lesão

## Treinadores
| Nome      | Período          |
| --------- | ---------------- |
| 2007–2008 | Mirjalol Qosimov |
| 2008–2009 | Zico             |
| 2009      | Amet Memet       |
| 2009      | Hikmat Irgashev  |
| 2009–2010 | Felipão          |
| 2010–     | Mirjalol Qosimov |